# 中津市消防本部
中津市消防本部（なかつししょうぼうほんぶ）は、大分県中津市の消防部局（消防本部）である。管轄区域は中津市全域。

## 主力機械
- 水槽付消防ポンプ自動車：2
- 化学消防ポンプ自動車：1
- 消防ポンプ自動車：3
- 救助工作車：1
- 梯子付消防自動車：1
- 高規格救急自動車：5（予備車1を含む）
- 救急自動車：1（予備車）

2018年4月1日現在

## 沿革
- 1952年（昭和27年）4月 - 中津市消防本部・消防署が発足。
- 1957年（昭和32年）12月 5日 - 中津市消防本部新庁舎落成。
- 1968年（昭和43年）6月 - 救急業務実動開始。
- 1974年（昭和49年）7月 - 中津市及び下毛郡3町1村（三光村、本耶馬渓町、耶馬溪町、山国町）による中津下毛広域消防本部・消防署が発足。
- 1976年（昭和51年）7月31日 - 中津下毛広域消防本部・消防署新庁舎竣工。
- 2005年（平成17年）3月1日 - 中津市への下毛郡内3町1村の編入合併に伴い、中津市消防本部・消防署発足[1]。
- 2024年（令和6年）7月9日 - 通信指令業務を大分市消防局内おおいた消防指令センターに移管[2]。

## 組織
- 総務課 - 総務係、消防団係
- 予防課 - 予防係、危険物係
- 警防課 - 警防係、施設整備係、通信指令係
- 消防署 - 第1小隊、第2小隊、第3小隊
- 東部出張所 - 第1小隊、第2小隊、第3小隊
- 耶馬溪分署 - 第1小隊、第2小隊、第3小隊[3]

## 消防署
| 消防署       | 住所              | 分署                              | 出張所 |
| ------------ | ----------------- | --------------------------------- | ------ |
| 中津市消防署 | 大字上宮永364番地 | 耶馬溪：耶馬溪町大字大島2216番地1 |        |
| 中津市消防署 | 大字上宮永364番地 | 東部：三光下秣1262番地            |        |